# 窝城镇
窝城镇，是中华人民共和国河南省漯河市临颍县下辖的一个乡镇级行政单位。区域面积49平方千米。

## 行政区划
窝城镇下辖以下地区：
窝城村、后张村、军张村、前胡村、肖庄村、朱庄村、董庄村、司庄村、许庄村、豆庄村、王庄村、拐子村、姜庄村、黄庄村、沟张村、单庄村、白坡村、邢庄村、李庄村、张堂村和曹庄村。